# Alexandra Park Electric Railway
| Alexandra Park Electric Railway                                                | Alexandra Park Electric Railway |
| ------------------------------------------------------------------------------ | ------------------------------- |
| Alexandra Park Electric Railway, Wagen Nr. 1, Waggonfabrik Falkenried, Hamburg |                                 |
| Spurweite:                                                                     | 1435 mm (Normalspur)            |
| Maximale Neigung:                                                              | 100 ‰                           |
|                                                                                |                                 |

Die Alexandra Park Electric Railway war eine elektrische Straßenbahn im Londoner Stadtteil Wood Green. Die Bahn war die erste elektrische Straßenbahn im Großraum London und wurde von der ursprünglichen Betreibergesellschaft nur im Sommer 1898 und 1899 betrieben. Sie wurde später Teil der Straßenbahn London.

## Geschichte
Als zur Saison 1898 der Alexandra Palace, ein Freizeit- und Erholungsgelände auf einem Hügel im Westen des Stadtteils Wood Green, wiedereröffnet werden sollte, plante man die Anbindung zu verbessern. Bis dahin bestand eine Eisenbahnstrecke der Great Northern Railway, die direkt neben dem Hauptgebäude endete, sowie der in der Nähe liegende Bahnhof Wood Green (heute Bahnhof Alexandra Palace) derselben Bahngesellschaft und der nördlich davon liegende Bahnhof Palace Gates der Great Eastern Railway. Die in Berlin ansässige Electrizitätsgesellschaft Wandruszka baute eine etwa 600 Meter lange zweigleisige, normalspurige Straßenbahnstrecke vom Bahnhof Wood Green auf eigenem Bahnkörper entlang der heutigen South Terrace bis zur Ostseite des Alexandra Palace. Zur Wiedereröffnung des Alexandra Palace im April 1898 war die Bahn noch nicht fertiggestellt und wurde erst am Freitag, dem 13. Mai 1898 eröffnet.
Die Bahn verkehrte nur zu den Öffnungszeiten des Alexandra Palace. Da dieser im Winter bis auf eine Woche um Weihnachten geschlossen blieb, fuhr in dieser Zeit auch die Straßenbahn nicht. Die Winterpause begann 1898 am 6. November und endete am 30. März 1899. Am folgenden Tag nahm die Straßenbahn den Betrieb wieder auf. Nach Ende der Saison am 30. September 1899 wurde der Betrieb erneut eingestellt. Da der Betreiber des Alexandra Palace Konkurs anmelden musste, wurde der Betrieb der Straßenbahn danach jedoch nicht wieder aufgenommen. Der Wood Green Urban District Council erwarb die Bahn im Herbst 1899, fand jedoch zunächst keinen Betreiber. Die Fahrzeuge wurden an die Straßenbahn Great Grimsby verkauft.
Am 13. Oktober 1904 pachtete die Metropolitan Electric Tramways Company die Bahnanlagen, verlängerte die Strecke nach Wood Green und nahm am 11. April 1906 mit einer regulären, ganzjährig verkehrenden Straßenbahnlinie den Betrieb wieder auf. Bei den Umbauten der Strecke wurde am Alexandra Palace die Wendeschleife durch einen Kreuzgleiswechsel ersetzt und das Depot abgerissen. 1933 ging die Strecke in das Netz der Straßenbahn London über, die sie am 23. Februar 1938 stilllegte und durch eine Buslinie ersetzte. 2018 verkehrt auf der Strecke die Buslinie W3.

## Anlagen
Die Strecke war recht steil und überwand bei durchschnittlich 7,7 % Steigung 40 Meter Höhenunterschied. Die größte Steigung wird mit 10 % angegeben. Die Endstelle am Bahnhof war stumpf, am Alexandra Palace bestand eine enge Wendeschleife, aus der ein Gleis in das kleine Depot der Bahn abzweigte. Das Depot konnte vier Triebwagen beherbergen.
Die elektrischen Anlagen umfassten die Fahrleitung, die an zwischen den Gleisen aufgestellten Masten befestigt war, sowie ein kleines Kraftwerk im Betriebshof der Bahn.

## Fahrzeuge
Der gesamte Fuhrpark der Bahn belief sich auf vier an den Seiten offene Sommertriebwagen, die von der SEG (Werkstatt Falkenried) in Hamburg geliefert worden waren. Die Fahrzeuge hatten 50 Sitzplätze und zwei 25-PS-Motoren. Das Fahrgestell war fest mit dem Wagenkasten verbunden. Trotz der steilen Strecke verfügten die Wagen nur über Handbremsen. Alle vier Wochen mussten die Bremsbacken ausgetauscht werden.
An der Dachkante wurde statt des sonst bei Straßenbahnen zur damaligen Zeit üblichen Linienverlaufs der Schriftzug Alexandra Park Electric Railway angebracht. Die Farbgebung der Wagen ist nicht überliefert.

## Betrieb
Normalerweise fuhr etwa alle sechs Minuten während der Öffnungszeiten des Parks von 10 Uhr bis 22:30 Uhr (samstags bis 23 Uhr) eine Bahn. Da der Park sonntags geschlossen blieb, fuhr die Bahn an diesen Tagen ebenfalls nicht. Für den Betrieb genügten normalerweise zwei Triebwagen. An gesetzlichen Feiertagen wurde bei Bedarf ein 3-Minuten-Takt angeboten, wofür alle vier Wagen eingesetzt werden mussten.
Der Fahrpreis betrug 1898 zwei Pence für die Bergfahrt und einen Penny für die Talfahrt. 1899 wurde unabhängig von der Richtung ein Penny verlangt. Für das Personal des Alexandra Palace wurden Monatskarten für zwei Schilling und 6 Pence ausgegeben.

## Unfälle
Am 30. Mai 1898 geriet ein vollbesetzter Wagen auf regennassen Gleisen außer Kontrolle und prallte mit geringer Geschwindigkeit auf einen anderen Wagen. Drei Personen wurden verletzt. Ab diesem Tag wurde bei Regen der Betrieb eingestellt.
Die Fahrleitungsmasten waren nur rund 90 Zentimeter von den Gleisen entfernt, was dazu führte, dass die Bahnen sehr nahe an ihnen vorbeifuhren. Am 17. Juni 1898 versuchte ein deutscher Angestellter der Bahngesellschaft trotz der in den Wagen angebrachten Warnschilder während der Fahrt auf der Innenseite der Anlage auszusteigen und wurde durch den Zusammenstoß mit einem Mast so schwer verletzt, dass er drei Tage später starb.